# Magyarországon anyakönyvezhető utónevek listája
A lista a Magyarországon anyakönyvezhető utóneveket sorolja fel külön női és férfi csoportosításban.
A Magyarországon születő újszülöttek számára a fő szabály (az anyakönyvi eljárásról szóló 2010. évi I. törvény 44. § (3) bekezdése) szerint kizárólag a HUN-REN Nyelvtudományi Kutatóközpontja (korábbi nevein 2019 előtt a Magyar Tudományos Akadémia Nyelvtudományi Intézet, 2019–2021 március között ELKH Nyelvtudományi Intézet) által jóváhagyott utóneveket lehet a születési anyakönyvbe bejegyezni. A valamely nemzetiséghez tartozó, illetve a nem Magyarországon élő magyar állampolgárokra, és a kettős- illetve külföldi állampolgárokra eltérő szabályok vonatkoznak.
A Nyelvtudományi Kutatóközpont által engedélyezett nevek hivatalos listája az intézet honlapján érhető el, melyet 2009 óta havonta frissítenek. A 2025. július 1-jei lista 2688 női és 2010 férfinevet tartalmaz, összesen tehát ebben az időpontban 4698 név anyakönyvezhető.
2025. június 11-én a parlament elfogadta azt a Kósa Lajos által kezdeményezett törvénymódosítást, melynek értelmében a Nyelvtudományi Kutatóközpont helyett a kultúráért felelős miniszter dönt az anyakönyvezhető utónevekről. A mindenkori utónévlistát a Magyar Közlönyben is közzéteszik.

## A névadás szabályozása a 20. században
Magyarországon az állami anyakönyvezés az 1894. évi XXXIII. törvény 1895. október 1-jei bevezetésével kezdődött, ez a törvény egészen 1952. december 31-éig volt érvényben. Ez még nem szabályozta az adható nevek számát, de megszabta, hogy a neveket magyar nyelven és alakban kell bejegyezni. Az 1952. évi XIX. törvényerejű rendelet kimondta, hogy legfeljebb kettő nevet lehet adni egy gyermeknek, az 1963. évi XXXIII. törvény megerősítette az 1894. évit abban, hogy előírta az idegen nevek magyar hangzású és a magyar kiejtésnek megfelelő írásmódú formával való helyettesítését, de az anyakönyvvezetők maguk dönthettek arról, hogy elfogadnak-e egy nevet, vagy sem. Ebben az időben hivatalos utónévjegyzék nem létezett, az anyakönyvvezetők csak naptárakra és egy 1948-as jogszabálygyűjteményre hivatkozhattak, melyben válogatás nélkül szerepelt több ezer név, de a nevekről semmilyen egyéb információ nem volt megadva, még az sem, hogy az adott utónév férfi vagy női név. Így előfordult, hogy lányoknak fiúnevet adtak; illetve a gyűjteményben sok „furcsa”, a magyar nyelvbe nem illő név, pl. Bozsetyecha, Nyagoe, Pafnuc szerepelt, miközben elfogadott nevek, mint Erika, Csaba, Ildikó, Csilla, Tünde nem voltak benne.
1965-ben újabb szabály született arról, hogy a gyermeknek csak a nemének megfelelő nevet lehet adni, nem lehet idegen nevet bejegyezni, ha annak van magyar megfelelője, és nem lehet egybeírt kettős nevet sem adni, pl. Annamária. Ennek a szabályozásnak köszönhetően az MTA Nyelvtudományi Intézetéhez havonta több tucat kérelem érkezett, ezért a Minisztertanács Tanácsi Hivatala és az MTA Nyelvtudományi Intézete megbízta Ladó János nyelvészt a Magyar utónévkönyv megszerkesztésével. A mű első kiadása 1971-ben jelent meg, 895 női és 932 férfinevet tartalmaz: ez jelenti a ma alkalmazott névlista alapját.
Továbbra is lehetőség nyílt arra, hogy a szülők kérvényt nyújtsanak be, ha nem találtak az Utónévkönyvben megfelelő nevet, ezért az 1970-1980-as években átlagosan 120-130 nevet kellett véleményezni, ezeknek kb. 42%-át engedélyezték. Az 1990-es években már évente 500-600 kérvényt kellett feldolgozni, ezeknek kb. 70%-át engedélyezték is. 1994-1995-ben azonban hirtelen csökkent a kérvények száma, mivel változott a névadás szabályozása. A Ladó-féle Utónévkönyv helyett az Országos Személyiadat- és Lakcímnyilvántartó Hivatal adatbázisából kigyűjtöttek több mint 10 000 nevet (minden állampolgár és édesanyja nevét) és ebből a listából lehetett szabadon bejegyezni bármelyik nevet. A helyzet káoszt okozott, hiszen egy névnek rengeteg változata élt egymás mellett (pl. Anastasia, Anasztaszia, Anasztaszija, Anasztaszja, Anasztazia, Anasztásia, Anasztászia, Anasztázia), így nem csak nyelvészek, de anyakönyvvezetők is tiltakozásba fogtak. A listát 1996-ban vissza kellett vonni, helyette átdolgozták a Ladó-féle Utónévkönyvet. Az új kiadást szintén Ladó János, valamint Bíró Ágnes jegyezte. Ebben már 1443 női és 1163 férfinév szerepel.

## Az anyakönyvezhető utónevek napjainkban
A 2000-es években egyre több új utónevet kérvényeztek, ezért a könyv újbóli kiadása már semmilyen módon nem lett volna naprakész, ezért a Nyelvtudományi Intézet amellett döntött, hogy a mindenkori aktuális névlistát csak elektronikus formátumban teszi közzé a honlapján, mely 2009 óta havonta frissül. A hivatalos lista pusztán felsorolja az anyakönyvezhető neveket, névmagyarázatokat, névnapokat és gyakorisági adatokat nem tartalmaz.
Ha a szülők a hivatalos listától eltérő nevet szeretnének adni gyermeküknek, akkor írásban kérvényezhetik új utónév felvételét. Az új utónévnek több kívánalomnak is meg kell felelnie, és minden esetben az Intézet dönt a felvételről vagy elutasításról. Engedélyezés esetén az új utónév felkerül a hivatalos listára, így a lista minden hónapban nemenként néhány névvel bővül.
A Nyelvtudományi Kutatóközpont által engedélyezett nevek hivatalos listája az intézet honlapján érhető el, melyet 2009 óta havonta frissítenek. A 2025. július 1-jei lista 2688 női és 2010 férfinevet tartalmaz, összesen tehát ebben az időpontban 4698 név anyakönyvezhető.

## Női nevek

### A, Á
- Abélia
- Abiáta
- Abigél
- Ada
- Adala
- Adalberta
- Adalbertina
- Adaléna
- Adalind
- Adamina
- Adanna
- Adaora
- Adél
- Adela
- Adéla
- Adelaida
- Adelgund
- Adelgunda
- Adelheid
- Adélia
- Adelin
- Adelina
- Adelinda
- Adeliz
- Adeliza
- Adema
- Adeodáta
- Adina
- Admira
- Adolfina
- Adonika
- Adóra
- Adria
- Adriána
- Adrianna
- Adrienn
- Adrienna
- Adrina
- Áfonya
- Áfra
- Afrika
- Afrodita
- Afrodité
- Afszana
- Agapi
- Agáta
- Ági
- Aglája
- Aglent
- Agnabella
- Agnella
- Ágnes
- Agnéta
- Ágosta
- Ágota
- Agrippína
- Aida
- Aina
- Ainó
- Aira
- Aisa
- Aisah
- Ajana
- Ajándék
- Ajla
- Ájlá
- Ájlin
- Ajna
- Ajnácska
- Ajnó
- Ajra
- Ajsa
- Ájszel
- Ajtonka
- Akaiéna
- Akilina
- Alamea
- Alaméa
- Alana
- Alara
- Alba
- Alberta
- Albertin
- Albertina
- Albina
- Alda
- Áldáska
- Aldea
- Álea
- Aléna
- Aleszja
- Alesszia
- Alétheia
- Alett
- Aletta
- Alexa
- Alexandra
- Alexandrin
- Alexandrina
- Alexia
- Alfonza
- Alfonzin
- Alfonzina
- Alfréda
- Alia
- Aliana
- Alianna
- Alica
- Alicia
- Alícia
- Alida
- Alina
- Alinda
- Alinka
- Alirán
- Alisa
- Aliszia
- Alissza
- Alita
- Alitta
- Aliz
- Alíz
- Aliza
- Alizé
- Alízia
- Allegra
- Alma
- Almanda
- Almira
- Almiréna
- Almitra
- Aloé
- Alojza
- Alojzia
- Aloma
- Alóma
- Altea
- Alvina
- Ama
- Amábel
- Amadea
- Amadil
- Amaja
- Amál
- Amália
- Amana
- Amanda
- Amandina
- Amara
- Amarant
- Amaranta
- Amarill
- Amarilla
- Amarillisz
- Amáta
- Amázia
- Ambrózia
- Amelda
- Ameli
- Amélia
- Amelita
- Ametiszt
- Amidala
- Amika
- Amilla
- Amina
- Ámina
- Aminta
- Amira
- Amrita
- Anabel
- Anabell
- Anabella
- Anada
- Anahita
- Anaisz
- Ánandá
- Anaszta
- Anasztázia
- Anatólia
- Ancilla
- Ancsa
- Anda
- Andelin
- Andelina
- Andi
- Andrea
- Andreina
- Andrina
- Androméda
- Anélia
- Anelíz
- Anelma
- Anéta
- Anett
- Anetta
- Ánfissza
- Angéla
- Angélia
- Angelika
- Angelina
- Angella
- Angyal
- Angyalka
- Ani
- Ania
- Anica
- Anicéta
- Aniella
- Anika
- Anikó
- Anilla
- Anima
- Anina
- Anisza
- Aniszia
- Anissza
- Anita
- Anitra
- Anízia
- Ánizs
- Anka
- Ankisza
- Anna
- Annabel
- Annabell
- Annabella
- Annabori
- Annadóra
- Annadorka
- Annahella
- Annakarina
- Annakata
- Annalea
- Annaleila
- Annaléna
- Annalili
- Annalilla
- Annalina
- Annaliza
- Annalujza
- Annamari
- Annamária
- Annamira
- Annamíra
- Annaregina
- Annaréka
- Annarita
- Annaróz
- Annaróza
- Annarózsa
- Annasára
- Annaszofi
- Annaszófia
- Annavera
- Annavirág
- Annazsófia
- Anneke
- Annelin
- Anni
- Annika
- Annunciáta
- Anriett
- Antea
- Antigoné
- Antoaneta
- Antoanett
- Antonella
- Antónia
- Antoniett
- Antonietta
- Anuk
- Anzelma
- Ánya
- Apol
- Apolka
- Apollinária
- Apollónia
- Aporka
- Appia
- Ápril
- Áprilka
- Arabella
- Aranka
- Arany
- Aranyka
- Aranyos
- Árászeli
- Arenta
- Ari
- Aria
- Ariadna
- Ariadné
- Ariana
- Arianna
- Ariéla
- Ariella
- Arienn
- Arietta
- Arika
- Arikán
- Arina
- Arinka
- Arisza
- Arita
- Arlena
- Arlett
- Armanda
- Armandina
- Armella
- Armida
- Armilla
- Ármina
- Arna
- Árnika
- Arnolda
- Arona
- Árpádina
- Artemisz
- Artemízia
- Artiana
- Árvácska
- Árven
- Arzénia
- Asella
- Asma
- Aszenát
- Ászja
- Aszpázia
- Asszunta
- Asztéria
- Asztra
- Asztrea
- Asztrid
- Asztrida
- Atala
- Atalanta
- Atália
- Atanázia
- Atára
- Aténa
- Aténé
- Atika
- Atina
- Auguszta
- Augusztina
- Aura
- Aurea
- Aurélia
- Aurora
- Auróra
- Avani
- Avarka
- Aviána
- Avitál
- Azala
- Azálea
- Aziza
- Azra
- Azucséna
- Azura
- Azurea

### B
- Babarózsa
- Babér
- Babett
- Babetta
- Babiána
- Babita
- Bagita
- Bahar
- Balbina
- Balda
- Balzsa
- Balzsam
- Banánvirág
- Bara
- Barack
- Baranka
- Barbara
- Barbarella
- Barbi
- Barbel
- Barka
- Bársony
- Bársonyka
- Baucisz
- Bazilia
- Bea
- Beáta
- Beatricse
- Beatrisz
- Beatrix
- Bebóra
- Béda
- Begónia
- Bejke
- Bekka
- Béke
- Belina
- Belinda
- Bella
- Bellaróza
- Bellatrix
- Benáta
- Benedetta
- Benedikta
- Beneditta
- Benigna
- Benina
- Benita
- Benjamina
- Bente
- Bereniké
- Berfin
- Berill
- Berkenye
- Berna
- Bernadett
- Bernadetta
- Bernarda
- Bernardina
- Bernina
- Berta
- Bertilla
- Bertina
- Bertolda
- Béta
- Betsabé
- Betta
- Betti
- Bettina
- Biana
- Bianka
- Bibiána
- Bíbor
- Bíbora
- Bíboranna
- Bíborka
- Bié
- Birgit
- Biri
- Bitia
- Bítia
- Blandina
- Blanka
- Blazsena
- Blondina
- Bóbita
- Bodza
- Bogárka
- Bogáta
- Bogdána
- Bogi
- Boglár
- Boglárka
- Bojána
- Bojka
- Bolda
- Bolívia
- Boni
- Bonita
- Bonni
- Bora
- Bóra
- Borbála
- Borbolya
- Borcsa
- Bori
- Borinka
- Boris
- Boriska
- Borka
- Boróka
- Borostyán
- Borsika
- Bozsena
- Bozsóka
- Böbe
- Börte
- Böske
- Brenda
- Briana
- Brianna
- Briell
- Brigi
- Brigitta
- Briszéisz
- Britani
- Britni
- Britta
- Brohe
- Brunella
- Brunhilda
- Brünhild
- Búzavirág

### C
- Cecília
- Cecilla
- Celerina
- Celeszta
- Celesztina
- Célia
- Celina
- Cettina
- Cezarin
- Cezarina
- Cicelle
- Ciklámen
- Cila
- Cili
- Cilka
- Cilla
- Cinderella
- Cinella
- Cinka
- Cinna
- Cinnia
- Cintia
- Cipora
- Cippóra
- Cipra
- Cipriána
- Ciprienn
- Cirel
- Cirilla
- Citta

### Cs
- Csaga
- Csalka
- Csende
- Csendike
- Csenge
- Csengele
- Csente
- Cseperke
- Csepke
- Cseresznye
- Csermely
- Cserne
- Csilla
- Csillag
- Csillagvirág
- Csinszka
- Csinyere
- Csobánka
- Csobilla
- Csoboka
- Csönge
- Csöre
- Csuda

### D
- Dafna
- Dafné
- Dála
- Dalanda
- Dália
- Daliborka
- Dalida
- Dalla
- Dalma
- Dalmira
- Damajanti
- Damarisz
- Damiána
- Damira
- Damjána
- Dana
- Danica
- Daniela
- Daniéla
- Daniella
- Danila
- Danka
- Danna
- Danuta
- Dára
- Daria
- Dária
- Darina
- Darinka
- Darla
- Dása
- Davina
- Dea
- Debóra
- Delani
- Delara
- Delfina
- Délia
- Délibáb
- Delila
- Delina
- Delinda
- Delinke
- Della
- Demetria
- Demóna
- Déna
- Denerisz
- Denisza
- Denissza
- Deniza
- Deodáta
- Derien
- Detti
- Dettina
- Déva
- Devana
- Deveni
- Devínia
- Dezdemóna
- Dézi
- Dezideráta
- Dezidéria
- Dia
- Diana
- Diána
- Diandra
- Dianna
- Didra
- Diké
- Dilara
- Dimitra
- Dimitrina
- Dina
- Dinara
- Dió
- Dionízia
- Diotíma
- Ditke
- Ditta
- Ditte
- Ditti
- Dolli
- Dolóresz
- Dolorita
- Doloróza
- Domicella
- Domiciána
- Dominika
- Dominka
- Domitilla
- Donáta
- Donatella
- Donja
- Donna
- Dóra
- Dorabella
- Doren
- Doretta
- Dóri
- Dorina
- Dorinda
- Dorinka
- Dorisz
- Dorit
- Dorita
- Dorka
- Dorkás
- Dorkász
- Dormánka
- Dorotea
- Doroti
- Dorotina
- Dorottya
- Dotti
- Döníz
- Dragana
- Druzsiána
- Dulcinea
- Dusánka
- Dusenka
- Dusmáta
- Dvora

### Dzs
- Dzsamila
- Dzsámília
- Dzsamilla
- Dzsenet
- Dzsenifer
- Dzsenisz
- Dzsenna
- Dzsenni
- Dzsesszika
- Dzsindzser

### E, É
- Ebba
- Écska
- Éda
- Edda
- Edentina
- Edina
- Edit
- Edmara
- Edmunda
- Edna
- Édra
- Édua
- Eduárda
- Edvarda
- Edvina
- Effi
- Efrata
- Egberta
- Egres
- Eija
- Eisa
- Ekaterina
- Ela
- Elanor
- Eleanor
- Elefteria
- Elektra
- Elen
- Elena
- Eleni
- Elenor
- Eleonor
- Eleonóra
- Életke
- Elfrida
- Elga
- Eliána
- Elida
- Elif
- Elin
- Elina
- Elinor
- Eliora
- Eliska
- Elisza
- Elita
- Eliz
- Elíz
- Eliza
- Elizabell
- Elizabella
- Elizabet
- Elizia
- Elízia
- Elizin
- Elka
- Elke
- Ella
- Elli
- Ellina
- Elma
- Elmira
- Elodi
- Eloiz
- Elora
- Elvira
- Elza
- Emanuéla
- Emerencia
- Emerika
- Emerina
- Emerita
- Emerka
- Emese
- Émi
- Emili
- Emilia
- Emília
- Emiliána
- Emilin
- Emina
- Emine
- Emíra
- Emma
- Emmaléna
- Emmaróza
- Emmi
- Emő
- Emőke
- Ena
- Enciána
- Ené
- Enéh
- Enese
- Enesza
- Enet
- Enid
- Enikő
- Enja
- Enna
- Enola
- Énor
- Éovin
- Eper
- Eperke
- Epifánia
- Eponin
- Era
- Erátó
- Erika
- Erina
- Erka
- Ermelinda
- Erna
- Ernella
- Erneszta
- Ernesztin
- Ernesztina
- Ervina
- Ervínia
- Erzsébet
- Erzsi
- Esma
- Estella
- Estike
- Estilla
- Eszmeralda
- Eszna
- Esztella
- Eszténa
- Eszter
- Eta
- Etel
- Etelka
- Etka
- Etta
- Etus
- Eudókia
- Eudoxia
- Eufémia
- Eufrozina
- Eugénia
- Eulália
- Eunika
- Euniké
- Euridiké
- Európa
- Eutímia
- Euzébia
- Éva
- Evangelika
- Evangelina
- Evelin
- Evelina
- Evetke
- Évi
- Evica
- Evila
- Evina
- Evita
- Evódia
- Evolet
- Evolett
- Evra

### F
- Fabiána
- Fabióla
- Fabrícia
- Fadett
- Fahéj
- Fáni
- Fanna
- Fanni
- Fantina
- Fárá
- Farida
- Fáta
- Fatima
- Fatime
- Fausztina
- Fébé
- Febrónia
- Federika
- Fedóra
- Fédra
- Fehér
- Fehéra
- Fehére
- Fehérke
- Felda
- Felícia
- Feliciána
- Felicita
- Felicitás
- Felicitász
- Femke
- Fenenna
- Feodóra
- Ferdinanda
- Fernanda
- Fiametta
- Fiamma
- Fidélia
- Filadelfia
- Filippa
- Fillisz
- Filoméla
- Filoména
- Filotea
- Fióna
- Fiorella
- Fioretta
- Firtos
- Flamina
- Flanna
- Flávia
- Flóra
- Floransz
- Florencia
- Florentina
- Flória
- Florianna
- Florica
- Florina
- Florinda
- Folásádé
- Fortuna
- Fortunáta
- Főbe
- Franciska
- Frangipáni
- Franka
- Franni
- Freja
- Frézia
- Frida
- Friderika
- Fruzsina
- Fulvia
- Fürtike
- Füzér
- Füzike

### G
- Gabriella
- Gaia
- Gajána
- Gala
- Galamb
- Galatea
- Gália
- Galina
- Ganka
- Gardénia
- Gauri
- Géda
- Géla
- Gemella
- Gemma
- Génia
- Genovéva
- Georgina
- Gerbera
- Gerda
- Gerle
- Gerti
- Gertrúd
- Gertrúdisz
- Gesztenye
- Gilberta
- Gilda
- Gina
- Giszmunda
- Gitka
- Gitta
- Giza
- Gizella
- Gizi
- Glenda
- Glenna
- Glória
- Godiva
- Golda
- Golde
- Goldi
- Goldina
- Gordána
- Gordiána
- Grácia
- Graciána
- Graciella
- Grész
- Gréta
- Gréte
- Gréti
- Grizelda
- Grizeldisz
- Gunda
- Gundula
- Gvenda
- Gvendolin
- Gvinet

### Gy
- Gyémánt
- Gyopár
- Gyopárka
- Gyömbér
- Gyöngy
- Gyöngyi
- Gyöngyike
- Gyöngyös
- Gyöngyvér
- Gyöngyvirág
- Györgyi
- Györgyike

### H
- Habiba
- Hadassa
- Hágár
- Haggit
- Hajna
- Hajnácska
- Hajnal
- Hajnalka
- Hajni
- Halina
- Hana
- Hanga
- Hani
- Hanife
- Hanka
- Hanna
- Hannabella
- Hannadóra
- Hannaléna
- Hannalina
- Hannaliza
- Hannaróza
- Hannarózsa
- Hanne
- Hannelore
- Hanni
- Hargita
- Hargitta
- Harmat
- Harmatka
- Harriet
- Hatidzse
- Havadi
- Havaska
- Heba
- Hébé
- Héda
- Hedda
- Hédi
- Hedvig
- Heidi
- Heike
- Héla
- Helen
- Helén
- Helena
- Heléna
- Helga
- Héli
- Hélia
- Helka
- Hella
- Helza
- Heni
- Henna
- Henni
- Henriett
- Henrietta
- Héra
- Hermia
- Hermina
- Herta
- Heszna
- Hessza
- Hetti
- Hiacinta
- Hieronima
- Hilária
- Hilda
- Hildegárd
- Hildelita
- Hilka
- Hime
- Hina
- Hippia
- Hippolita
- Hófehérke
- Holda
- Holli
- Honóra
- Honoráta
- Honória
- Honorina
- Honorka
- Horácia
- Hortenzia
- Hóvirág
- Huberta
- Hunóra
- Hunorka
- Hürrem

### I, Í
- Ibolya
- Ibolyka
- Ica
- Ida
- Idalia
- Idril
- Iduna
- Ifigénia
- Iglice
- Ignácia
- Ika
- Ila
- Ilang
- Ilcsi
- Ilda
- Ildi
- Ildikó
- Ili
- Ilitia
- Ilka
- Illa
- Illangó
- Ilma
- Ilna
- Ilon
- Ilona
- Ilonka
- Ilus
- Iluska
- Ilza
- Ilze
- Imela
- Imelda
- Imina
- Immakuláta
- Imodzsen
- Imogén
- Imola
- Inana
- Inara
- Inci
- India
- Indira
- Indra
- Inessza
- Inez
- Inge
- Ingeborg
- Ingrid
- Inka
- Inna
- Innocencia
- Ippolita
- Ira
- Iremide
- Irén
- Iréne
- Irénke
- Irina
- Iringó
- Írisz
- Irma
- Irmina
- Isméria
- Itala
- Ivána
- Ivett
- Ivetta
- Ivica
- Ividő
- Ivola
- Ivon
- Ivonn
- Iza
- Izabel
- Izabell
- Izabella
- Izaura
- Izidóra
- Ízisz
- Izméne
- Izolda
- Izóra

### J
- Jácinta
- Jáde
- Jádránka
- Jadviga
- Jáel
- Jáél
- Jaffa
- Jáhel
- Jaina
- Jakobina
- Jamina
- Jamuná
- Jana
- Jána
- Janina
- Janka
- Janna
- Jara
- Jára
- Járá
- Jarmila
- Jasira
- Jászira
- Jávorka
- Jázmin
- Jázmina
- Jelena
- Jelina
- Jelka
- Jella
- Jemima
- Jennifer
- Jente
- Jerne
- Jeronima
- Jerta
- Jeszénia
- Jetta
- Jetti
- Jiszka
- Joana
- Johanka
- Johanna
- Johara
- Jokébed
- Jola
- Jolán
- Jolanda
- Jolánka
- Jolánta
- Joli
- Jolina
- Jonka
- Jonna
- Jordána
- Joszina
- Jována
- Jozefa
- Jozefin
- Jozefina
- Józsa
- Juci
- Judina
- Judit
- Julcsi
- Juli
- Júlia
- Juliána
- Julianna
- Julietta
- Julilla
- Julinka
- Juliska
- Julitta
- Julka
- Júnó
- Jusztícia
- Jusztina
- Jusztínia
- Jutka
- Jutta

### K
- Kádizsá
- Kála
- Kali
- Kalina
- Kalipszó
- Kalli
- Kalliopé
- Kalliszta
- Kalpavalli
- Kaori
- Kámea
- Kamélia
- Kamilia
- Kamília
- Kamilla
- Kandida
- Karen
- Karin
- Karina
- Kárisz
- Karitász
- Karla
- Karméla
- Karmelina
- Karmella
- Karmen
- Kármen
- Kármin
- Karola
- Karolin
- Karolina
- Karolt
- Kasszandra
- Kassziopeia
- Kata
- Katalea
- Katalin
- Katalina
- Katarina
- Katerina
- Kati
- Katica
- Katinka
- Kató
- Katrin
- Katrina
- Kátya
- Kecia
- Keikó
- Kéla
- Kelda
- Kelli
- Kendra
- Kenza
- Kéra
- Kéren
- Kerka
- Kersztin
- Kerubina
- Késa
- Ketrin
- Kia
- Kiara
- Kikerics
- Kikinda
- Kiliána
- Killa
- Kimberli
- Kincs
- Kincse
- Kincső
- Kinga
- Kira
- Kíra
- Kiri
- Kirilla
- Kirtana
- Kisanna
- Kisó
- Kitana
- Kitti
- Kjókó
- Klára
- Klári
- Klarisz
- Klarissza
- Klaudetta
- Klaudia
- Klaudiána
- Klea
- Klélia
- Klemátisz
- Klemencia
- Klementin
- Klementina
- Kleó
- Kleopátra
- Klió
- Kloé
- Klotild
- Kolett
- Koletta
- Kolomba
- Kolombina
- Konkordia
- Konstancia
- Konstantina
- Kora
- Korália
- Korall
- Kordélia
- Koretta
- Korina
- Korinna
- Kornélia
- Koronilla
- Kozett
- Kozima
- Kökény
- Kreola
- Kreszcencia
- Krimhilda
- Kriszta
- Krisztabell
- Kriszti
- Krisztiána
- Krisztin
- Krisztina
- Krizanta
- Krizia
- Kunigunda
- Kunti
- Küllikki
- Küne
- Kvintessza

### L
- Ladiszla
- Lagerta
- Laila
- Laksmi
- Lalita
- Lamberta
- Lana
- Lara
- Larcia
- Larett
- Larina
- Larissza
- Lartia
- Latífe
- Latiká
- Latinka
- Laura
- Laurencia
- Lauretta
- Lava
- Lavanda
- Lavínia
- Lea
- Leandra
- Léda
- Leila
- Lejka
- Lejla
- Lejle
- Lejre
- Léla
- Lélia
- Lelle
- Lemna
- Léna
- Lencsi
- Léni
- Lenita
- Lenka
- Lenke
- Lenor
- Lenóra
- Leona
- Leóna
- Leonarda
- Leonetta
- Leoni
- Leonor
- Leonóra
- Leontina
- Leopolda
- Leopoldina
- Leóti
- Leticia
- Letícia
- Letisa
- Létó
- Letta
- Letti
- Levendula
- Levina
- Levízia
- Lexa
- Lia
- Liana
- Liána
- Lianna
- Liara
- Liberta
- Lícia
- Lida
- Lidi
- Lídia
- Lidvina
- Lien
- Lígia
- Lile
- Lili
- Lilia
- Lilian
- Lilián
- Liliána
- Lilianna
- Lilibell
- Lilibella
- Lilibet
- Lilien
- Liliom
- Liliróza
- Lilit
- Lilita
- Lilla
- Lillemor
- Lilu
- Lina
- Linda
- Linéa
- Linell
- Linett
- Linetta
- Linka
- Lionella
- Lióra
- Lira
- Líra
- Líria
- Lisza
- Lita
- Lítia
- Liv
- Lívia
- Liviána
- Livianna
- Liz
- Liza
- Lizabell
- Lizabella
- Lizabett
- Lizandra
- Lizanka
- Lizanna
- Lizaveta
- Lizavéta
- Lizbett
- Lizell
- Lízel
- Lizelotte
- Lizett
- Lizetta
- Lizi
- Lízia
- Lizinka
- Ljuba
- Lóisz
- Lola
- Lolina
- Lolita
- Lolli
- Lona
- Lóna
- Lonci
- Lonka
- Lora
- Lorabell
- Lorabella
- Lorella
- Lorena
- Loréna
- Lorenza
- Lorett
- Loretta
- Lori
- Loriana
- Loriána
- Lorin
- Lorina
- Lorka
- Lorna
- Lotta
- Lotte
- Lotti
- Luana
- Luca
- Lucia
- Lúcia
- Luciána
- Lucilla
- Lucinda
- Lúcsia
- Ludmilla
- Ludovika
- Lujza
- Lujzi
- Lukrécia
- Lula
- Lulu
- Luna
- Lupitá
- Lüszi

### M
- Mábel
- Mabella
- Mádhuri
- Madita
- Madlen
- Madléna
- Magda
- Magdaléna
- Magdi
- Magdó
- Magdolna
- Magnólia
- Magorka
- Mahália
- Maida
- Maja
- Majoranna
- Makaréna
- Makrina
- Malajka
- Malda
- Maléna
- Máli
- Malina
- Malka
- Málna
- Malvin
- Malvina
- Mályva
- Maminti
- Mana
- Manda
- Mandola
- Mandorla
- Mandula
- Manfréda
- Manga
- Manka
- Manna
- Manolita
- Manon
- Manszvéta
- Manuela
- Manuéla
- Manuella
- Manyi
- Mara
- Marcella
- Marcellina
- Maréza
- Margarét
- Margaréta
- Margaretta
- Margarita
- Margit
- Margita
- Margitta
- Margitvirág
- Margó
- Mari
- Mária
- Mariam
- Mariann
- Marianna
- Maribel
- Marica
- Mariella
- Mariett
- Marietta
- Marika
- Marilla
- Marina
- Marinella
- Marinetta
- Marinka
- Marion
- Marióra
- Mariska
- Marita
- Markéta
- Marléne
- Márta
- Márti
- Martina
- Martinella
- Martinka
- Masa
- Mása
- Matea
- Matild
- Matilda
- Mátka
- Maura
- Maurícia
- Maxima
- Maximilla
- Mea
- Méda
- Medárda
- Médea
- Médeia
- Médi
- Medina
- Medó
- Medóra
- Megán
- Megara
- Meggi
- Mehdia
- Mei
- Meike
- Meira
- Melani
- Melánia
- Melba
- Mélia
- Melina
- Melinda
- Melióra
- Melissza
- Melitta
- Melizand
- Melodi
- Melódia
- Meluzina
- Mena
- Mendi
- Menodóra
- Menta
- Méra
- Méráb
- Mercédesz
- Meredisz
- Meri
- Méri
- Meril
- Merilin
- Merima
- Messzua
- Méta
- Metella
- Métisz
- Metta
- Mézi
- Mia
- Miabella
- Miana
- Mici
- Midori
- Miett
- Mietta
- Mihaéla
- Mihrima
- Mikaéla
- Mikál
- Mikolt
- Mila
- Míla
- Milágrosz
- Milana
- Milanna
- Milda
- Mildi
- Milena
- Miléna
- Miletta
- Mili
- Mília
- Milica
- Milijana
- Milita
- Milka
- Milla
- Milli
- Mima
- Mimi
- Mimma
- Mimóza
- Mina
- Mína
- Mínea
- Minella
- Minerva
- Minett
- Minetta
- Minka
- Minna
- Minóna
- Mira
- Míra
- Mirabel
- Mirabell
- Mirabella
- Mirana
- Miranda
- Mirandella
- Mirandola
- Mirandolína
- Mirázs
- Mirea
- Mirella
- Miri
- Míria
- Miriam
- Miriám
- Miriel
- Mirijam
- Mirinda
- Mirjam
- Mirjám
- Mirjána
- Mirka
- Mirna
- Mirona
- Mirta
- Mirtilia
- Mirtill
- Misell
- Mita
- Miu
- Moána
- Modeszta
- Modesztina
- Mogyoró
- Móhini
- Moira
- Molli
- Mona
- Móna
- Móni
- Mónika
- Monszerát
- Montika
- Morella
- Morgána
- Muriel
- Múzsa

### N
- Nabi
- Nabiha
- Nabila
- Nadett
- Nadia
- Nadin
- Nadina
- Nadinka
- Nadira
- Nadja
- Nádja
- Nagyezsda
- Naida
- Naima
- Naira
- Nájiká
- Nala
- Nalani
- Naliba
- Nalini
- Nalla
- Namika
- Namira
- Nana
- Nanae
- Nanda
- Nandin
- Nandini
- Nandita
- Nanett
- Nanetta
- Náni
- Naomi
- Naómi
- Napsugár
- Napvirág
- Nara
- Nárán
- Nárcisz
- Narcissza
- Náre
- Narin
- Narina
- Narmin
- Nármin
- Násfa
- Nasira
- Nasztázia
- Natali
- Natália
- Natánia
- Natasa
- Nauszika
- Nausziká
- Nauzika
- Nazira
- Nazli
- Nea
- Nedda
- Nefelejcs
- Nefeli
- Nejra
- Néla
- Nelda
- Néle
- Nélia
- Nella
- Nelli
- Neonila
- Nenszi
- Nerella
- Nerina
- Neste
- Neszrin
- Nessza
- Neszta
- Netta
- Netti
- Néva
- Névia
- Nia
- Niara
- Nihán
- Nika
- Niké
- Niki
- Nikodémia
- Nikol
- Nikola
- Nikolett
- Nikoletta
- Nikolina
- Nila
- Níla
- Nilla
- Nilüfer
- Nimfa
- Nina
- Ninabell
- Ninabella
- Ninell
- Ninella
- Ninett
- Ninetta
- Ninon
- Niobé
- Nira
- Nirmalá
- Nisá
- Nissza
- Nita
- Niva
- Nívia
- Noa
- Noéla
- Noélia
- Noelin
- Noelina
- Noella
- Noémi
- Nola
- Nolina
- Nomin
- Nona
- Nóna
- Nonna
- Nóra
- Norberta
- Norella
- Norena
- Nóri
- Norina
- Norka
- Norma
- Norna
- Nova
- Nóva
- Noveli
- Nurbanu
- Núria

### Ny
- Nyeste
- Nyina

### O, Ó
- Oana
- Óceánia
- Odett
- Odetta
- Odil
- Odília
- Ofélia
- Oktávia
- Olena
- Olga
- Oliána
- Olimpia
- Olina
- Olinda
- Oliva
- Olivia
- Olívia
- Opál
- Opika
- Ora
- Orália
- Orchidea
- Oreta
- Orgona
- Oriána
- Orianna
- Orsi
- Orsika
- Orsolya
- Oszvalda
- Otília
- Otti
- Ottilia
- Oxána
- Ozora

### Ö, Ő
- Öjkü
- Örsi
- Örsike
- Örzse
- Őszike
- Őzike

### P
- Padma
- Paldzom
- Pálma
- Palmira
- Paloma
- Palóma
- Pamela
- Paméla
- Pamína
- Pandora
- Pandóra
- Panka
- Panna
- Pannaróza
- Panni
- Parisza
- Paszkália
- Pasztorella
- Patricia
- Patrícia
- Paula
- Pauletta
- Paulin
- Paulina
- Pavitrá
- Peggi
- Pelágia
- Pelin
- Pénelopé
- Penni
- Peónia
- Peregrina
- Perenna
- Perla
- Perpétua
- Petra
- Petrina
- Petronella
- Petrónia
- Petúnia
- Pilár
- Pintyőke
- Pipacs
- Pippa
- Pírea
- Piri
- Pirit
- Piros
- Piroska
- Placida
- Platina
- Pola
- Póla
- Polda
- Polett
- Pólika
- Polina
- Polixéna
- Polixénia
- Polla
- Polli
- Pompília
- Pompónia
- Poppea
- Prémá
- Prijá
- Primula
- Priszcilla
- Prudencia
- Psziché

### R
- Ráchel
- Radojka
- Rafaéla
- Rafaella
- Ragna
- Ráhel
- Rahima
- Raina
- Rajmonda
- Rajmunda
- Rákhel
- Rákis
- Raktimá
- Ramina
- Ramira
- Ramóna
- Rana
- Rania
- Ránia
- Rasdi
- Rati
- Rea
- Rebeka
- Rege
- Regina
- Reina
- Reira
- Réka
- Relinda
- Rella
- Relli
- Remény
- Reményke
- Remigia
- Rena
- Réna
- Renáta
- Reni
- Réta
- Rezeda
- Rézi
- Ria
- Riana
- Rika
- Ríka
- Rikarda
- Rimma
- Rina
- Ripszima
- Rita
- Ritta
- Riza
- Roberta
- Robertin
- Robertina
- Robina
- Robinetta
- Rodé
- Rodelinda
- Rodina
- Romána
- Romi
- Romina
- Rominett
- Romola
- Rona
- Ronett
- Ronetta
- Rovéna
- Roxán
- Roxána
- Roxi
- Róz
- Róza
- Rózabella
- Rozali
- Rozál
- Rozália
- Rozalin
- Rozalina
- Rozalinda
- Rózamari
- Rozamunda
- Rozanna
- Rozi
- Rózi
- Rozina
- Rozinda
- Rozita
- Rozmarin
- Rozmaring
- Rozvita
- Rózsa
- Rózsi
- Röné
- Rubi
- Rubin
- Rubina
- Rubinka
- Rudolfina
- Rufina
- Rúna
- Ruperta
- Ruszalka
- Ruszlána
- Rut
- Ruti
- Ruzsinka
- Rüja

### S
- Sába
- Sáfély
- Sáfrány
- Sakira
- Sakti
- Salomé
- Salóme
- Samuella
- Sanel
- Santál
- Santel
- Sára
- Sári
- Sarina
- Sarlott
- Sárlott
- Sárma
- Sármen
- Sarolt
- Sarolta
- Sáron
- Seherezádé
- Seila
- Sejda
- Sejla
- Sekina
- Seli
- Senon
- Sera
- Serihen
- Serin
- Serina
- Seron
- Serona
- Sifra
- Sina
- Sirá
- Siváni
- Skolasztika
- Sosána
- Söván
- Stefánia
- Stefi
- Stella
- Sudár
- Sudárka
- Sugár
- Sugárka
- Suki

### Sz
- Szabella
- Szabina
- Szabrina
- Szaffi
- Szafia
- Szafira
- Szakura
- Szalima
- Szalóme
- Szalvia
- Szamanta
- Szamia
- Szamira
- Szamóca
- Számritá
- Szandra
- Szangítá
- Szániva
- Szanna
- Szantána
- Szantina
- Szaraszvati
- Szaszkia
- Száva
- Szavanna
- Szavéta
- Szavina
- Szávitri
- Szébra
- Szeder
- Szederke
- Szedra
- Szegfű
- Szeléna
- Szelenge
- Szelina
- Szelli
- Szellő
- Szellőke
- Szelma
- Szelmá
- Szemerke
- Szemira
- Szemirámisz
- Szemőke
- Szende
- Szendi
- Szendike
- Szendile
- Szengláhák
- Szénia
- Szeniz
- Szenta
- Szépa
- Szépe
- Szeptária
- Szera
- Szerah
- Szerafina
- Szeréna
- Szerénia
- Szerénke
- Szerkő
- Szevda
- Szeverina
- Szezen
- Szibell
- Szibella
- Szibill
- Szibilla
- Szidalisz
- Szidi
- Szidónia
- Szidra
- Sziéna
- Szierra
- Szigal
- Sziglind
- Szigrid
- Szilárda
- Szília
- Szille
- Szilva
- Szilvána
- Szilvesztra
- Szilvi
- Szilvia
- Szilvianna
- Szimá
- Szimin
- Szimka
- Szimóna
- Szimonett
- Szimonetta
- Szindi
- Színes
- Szinta
- Szintia
- Szira
- Szíra
- Szirén
- Sziri
- Sziringa
- Szirka
- Szirom
- Szironka
- Szítá
- Szixtin
- Szixtina
- Szivárvány
- Szizel
- Szkarlett
- Szkilla
- Szmiljana
- Szmilla
- Szmirna
- Sznezsana
- Szofi
- Szofia
- Szófia
- Szofiana
- Szofiána
- Szofianna
- Szofinett
- Szofrónia
- Szohéila
- Szolanzs
- Szolina
- Szona
- Szonja
- Szonóra
- Szoraja
- Szoria
- Szorina
- Szörénke
- Sztavrula
- Sztefani
- Sztella
- Sztilla
- Sztine
- Szulamit
- Szulejka
- Szulikó
- Szulita
- Szultána
- Szurina
- Szüntüké
- Szüvellő
- Szvetlana
- Szvetlána

### T
- Tábita
- Tácia
- Taciána
- Taisza
- Tália
- Talita
- Tallula
- Támár
- Tamara
- Tamila
- Tamina
- Tamira
- Tanázia
- Tanita
- Tánya
- Tara
- Tarzícia
- Tatjána
- Tavasz
- Tavaszka
- Tea
- Teca
- Tegza
- Tekla
- Telka
- Telma
- Témisz
- Téna
- Ténia
- Teobalda
- Teodolinda
- Teodóra
- Teodózia
- Teofánia
- Teofila
- Teónia
- Tercia
- Teréz
- Tereza
- Teréza
- Terézia
- Teri
- Terka
- Terra
- Tertullia
- Tessza
- Tétisz
- Tia
- Tiana
- Tiána
- Tiara
- Tícia
- Ticiána
- Tíciána
- Tifani
- Tikva
- Tilda
- Tília
- Tilla
- Tímea
- Timna
- Timona
- Timótea
- Tina
- Tinetta
- Tinka
- Tira
- Tíra
- Tirca
- Tíria
- Tiril
- Tirza
- Titánia
- Titanilla
- Titti
- Tittína
- Tóbia
- Tomázia
- Tomazina
- Topáz
- Toszka
- Triana
- Triniti
- Triszta
- Trixi
- Trudi
- Túlia
- Tulipán
- Tullia
- Tünde
- Tündér
- Tündi
- Tűzvirág

### U, Ú
- Uljána
- Ulla
- Ulrika
- Uma
- Úna
- Uránia
- Urbána
- Urszula
- Urzula
- Urzulina
- Uzonka

### Ü, Ű
- Üdvöske
- Üne
- Ünige
- Ünőke

### V
- Vadvirág
- Valburga
- Valencia
- Valentina
- Valéria
- Valetta
- Valina
- Valkíria
- Vanda
- Vanessza
- Vanília
- Vanilla
- Vanna
- Varínia
- Vásti
- Vaszilia
- Vaszília
- Vasziliki
- Veca
- Véda
- Veka
- Vélia
- Velka
- Velmira
- Vendela
- Vendelina
- Vendi
- Venécia
- Vénusz
- Vera
- Veránka
- Verbéna
- Veréna
- Verita
- Verka
- Verna
- Veron
- Verona
- Veronika
- Veronka
- Veselke
- Veszna
- Veszta
- Véta
- Vetti
- Vetúria
- Via
- Vica
- Vienna
- Viki
- Vikta
- Viktória
- Viktorina
- Vilászini
- Vilde
- Vilhelma
- Vilhelmina
- Vilja
- Villő
- Vilma
- Vilora
- Vilté
- Vincencia
- Vinona
- Viola
- Violenta
- Violet
- Violett
- Violetta
- Viorika
- Vira
- Virág
- Virgília
- Virgínia
- Víta
- Vitália
- Vitalina
- Vitolda
- Vivi
- Viviána
- Vivianna
- Vivien
- Vivika
- Vrinda
- Vrindávani
- Vulfia

### X
- Xavéria
- Xéna
- Xénia
- Xenodiké

### Z
- Zada
- Zádorka
- Zafira
- Zahara
- Zahava
- Zahira
- Zaina
- Zaira
- Zája
- Zájána
- Zakária
- Zalánka
- Záli
- Zália
- Zamfira
- Zamina
- Zamira
- Zamíra
- Zana
- Zara
- Zarina
- Zazi
- Zdenka
- Zea
- Zéfi
- Zefira
- Zeina
- Zejna
- Zejnep
- Zéla
- Zelda
- Zelena
- Zélia
- Zelina
- Zelinda
- Zelinde
- Zeline
- Zelinke
- Zelka
- Zella
- Zelli
- Zelma
- Zelmira
- Zena
- Zéna
- Zenda
- Zendája
- Zenge
- Zengő
- Zenina
- Zenke
- Zenkő
- Zenna
- Zenóbia
- Zenta
- Zeta
- Zetta
- Zetti
- Zia
- Ziana
- Ziara
- Zigmunda
- Zilia
- Zília
- Zille
- Zimra
- Zina
- Zinaida
- Zinajda
- Zinka
- Ziszel
- Zita
- Ziva
- Ziza
- Zizi
- Zlata
- Zoárda
- Zoella
- Zoé
- Zohara
- Zoja
- Zója
- Zolna
- Zoltána
- Zomilla
- Zonera
- Zonga
- Zora
- Zóra
- Zorána
- Zorina
- Zorinka
- Zorka
- Zosja
- Zöldike
- Zulejka

### Zs
- Zsadányka
- Zsaklin
- Zsáklin
- Zsálya
- Zsana
- Zsanett
- Zsanin
- Zsanina
- Zsanka
- Zsanna
- Zsazsa
- Zsázsa
- Zsejke
- Zselinke
- Zsella
- Zselyke
- Zselyka
- Zseni
- Zseraldin
- Zseráldin
- Zseraldina
- Zsinett
- Zsófi
- Zsófia
- Zsófianna
- Zsóka
- Zsolna
- Zsorzsett
- Zsuzsa
- Zsuzsanna
- Zsuzsánna
- Zsuzsi
- Zsuzska
- Zsüliett
- Zsüsztin

## Férfinevek

### A, Á
- Aba
- Abád
- Abbás
- Abdiás
- Abdon
- Abdullah
- Ábel
- Abelárd
- Abidin
- Ábner
- Abod
- Abony
- Abos
- Abosa
- Ábrahám
- Ábrám
- Ábrán
- Ábris
- Absa
- Absolon
- Abud
- Acél
- Achilles
- Achillesz
- Áchim
- Acsád
- Adalbert
- Ádám
- Adeboró
- Ádel
- Adelmár
- Áden
- Adeodát
- Ádér
- Ádin
- Adnan
- Adolár
- Adolf
- Ádomás
- Adonisz
- Adony
- Adorján
- Adrián
- Adriánó
- Agád
- Agam
- Agamemnon
- Agapion
- Ágas
- Agaton
- Agenor
- Aggeus
- Agmánd
- Ágost
- Ágoston
- Ahillész
- Áhim
- Ahmed
- Airton
- Ajád
- Ajándok
- Ájhán
- Ajtony
- Akács
- Akhilleusz
- Akitó
- Ákos
- Akpan
- Aladár
- Aladdin
- Aladin
- Alajos
- Alán
- Alap
- Alárd
- Alarik
- Albert
- Albin
- Aldán
- Áldás
- Aldó
- Áldor
- Alek
- Alekszej
- Alen
- Alex
- Alexander
- Alfonz
- Alfréd
- Algernon
- Ali
- Alieu
- Alihan
- Almár
- Álmos
- Alpár
- Alperen
- Álváró
- Alvián
- Alvin
- Amadé
- Amadeusz
- Amadó
- Amand
- Amar
- Amator
- Ambos
- Ambró
- Ambrus
- Ámer
- Amin
- Amir
- Ammar
- Ammon
- Ámon
- Amondó
- Ámor
- Ámos
- Anakin
- Anasztáz
- Anatol
- Andon
- Andor
- Andorás
- Andos
- András
- André
- Andrej
- Andzseló
- Angelus
- Angelusz
- Ángyán
- Anicét
- Aníziusz
- Ankus
- Antal
- Antigon
- Anton
- Antónió
- Antos
- Anzelm
- Ányos
- Apaj
- Apollinár
- Apolló
- Apor
- Apostol
- Apród
- Aracs
- Arad
- Aragorn
- Aram
- Aramisz
- Árav
- Aravind
- Archibald
- Árden
- Ardó
- Arek
- Árész
- Arétász
- Arián
- Arie
- Ariel
- Arif
- Arion
- Árisz
- Arisztid
- Ariton
- Arkád
- Árkád
- Árkos
- Arlen
- Árlen
- Arman
- Armand
- Armandó
- Ármin
- Arnó
- Arnold
- Arnót
- Áron
- Árpád
- Arszák
- Arszala
- Árszen
- Arszlán
- Artem
- Artemon
- Artin
- Artúr
- Arus
- Arvéd
- Arvid
- Árvin
- Arzén
- Aser
- Áser
- Ashraf
- Asur
- Aszáf
- Ászlán
- Aszmet
- Aszter
- Asztor
- Asztrik
- Ata
- Atád
- Atakám
- Atanáz
- Atilla
- Atlasz
- Aton
- Atos
- Atosz
- Attila
- Auguszt
- Augusztin
- Augusztusz
- Aurél
- Aurélián
- Avenár
- Avidan
- Avner
- Axel
- Azár
- Azarél
- Azim
- Aziz
- Azriel

### B
- Bács
- Bacsó
- Bagamér
- Baján
- Bajka
- Bajnok
- Bájron
- Bakács
- Baksa
- Bakta
- Balabán
- Baladéva
- Balambér
- Balár
- Balaráma
- Balassa
- Balázs
- Baldó
- Baldur
- Baldvin
- Balián
- Bálint
- Balla
- Balló
- Balmaz
- Baltazár
- Bán
- Bana
- Bandó
- Bánk
- Bános
- Barabás
- Baracs
- Barakony
- Barangó
- Bardó
- Baris
- Barla
- Barlám
- Barna
- Barnabás
- Barót
- Bars
- Barsz
- Barta
- Bartal
- Bartó
- Barton
- Bartos
- Báruk
- Bató
- Bátony
- Bátor
- Batu
- Batus
- Bazil
- Bazsó
- Becse
- Bedecs
- Bedő
- Beke
- Bekény
- Bekes
- Békés
- Bekő
- Béla
- Belár
- Belián
- Belizár
- Belmiró
- Ben
- Benája
- Benammi
- Bence
- Bende
- Bendegúz
- Bendit
- Bene
- Benedek
- Benedikt
- Benediktusz
- Benett
- Béni
- Beniel
- Benignusz
- Benitó
- Benjamin
- Benjámin
- Benke
- Benkő
- Bennó
- Benő
- Bentli
- Benvenútó
- Berárd
- Bérc
- Bercel
- Bere
- Berec
- Berend
- Berengár
- Berente
- Berény
- Berger
- Berián
- Beriszló
- Berk
- Berke
- Berker
- Berkó
- Bernárd
- Bernát
- Bertalan
- Bertel
- Bertil
- Bertin
- Bertold
- Berton
- Bertram
- Bertrand
- Berzsián
- Bese
- Beten
- Betlen
- Bhísma
- Bihar
- Bilál
- Bjárke
- Björn
- Boáz
- Bocsárd
- Bod
- Bodó
- Bódog
- Bodomér
- Bodony
- Bodor
- Bogát
- Bogdán
- Bogumil
- Bohumil
- Bohus
- Boján
- Bojta
- Bojtor
- Bojtorján
- Boldizsár
- Boleszláv
- Bolivár
- Bolyk
- Bonaventúra
- Bonca
- Bongor
- Bonifác
- Bónis
- Bónó
- Borbás
- Borisz
- Borocs
- Boromir
- Boroszló
- Bors
- Borsa
- Botár
- Botir
- Botond
- Botos
- Bottyán
- Bozó
- Bozsidár
- Bozsó
- Bökény
- Böngér
- Brájen
- Bránkó
- Brendon
- Brett
- Brúnó
- Brútusz
- Buda
- Bulcsú
- Buldus
- Burak
- Buzád
- Buzát

### C
- Cádók
- Cecilián
- Celesztin
- Cézár
- Ciceró
- Ciprián
- Cirill
- Cirják
- Cirjék
- Círus
- Círusz
- Cvi

### Cs
- Csaba
- Csák
- Csanád
- Csát
- Csatád
- Csatár
- Csató
- Csed
- Csege
- Csegő
- Csejte
- Cseke
- Csekő
- Csemen
- Csenger
- Csépán
- Csepel
- Cserjén
- Csete
- Csetény
- Csikó
- Csingiz
- Csobád
- Csobajd
- Csobán
- Csobánc
- Csolt
- Csoma
- Csombor
- Csomor
- Csongor
- Csörsz

### D
- Dagobert
- Dagomér
- Dakó
- Dalia
- Dalibor
- Dalton
- Damáz
- Damián
- Damír
- Damján
- Damos
- Dán
- Dániel
- Daniló
- Dános
- Dante
- Daren
- Dárió
- Dárisz
- Dárius
- Dáriusz
- Dárkó
- Darnel
- Dasztin
- Dátán
- Dávid
- Décse
- Deján
- Dejte
- Delánó
- Deli
- Deme
- Demény
- Demeter
- Demir
- Demjén
- Dénes
- Dengezik
- Denisz
- Denton
- Deodát
- Derek
- Derel
- Ders
- Derzs
- Dés
- Detre
- Dévald
- Devecser
- Dexter
- Dezmér
- Dezmond
- Dezsér
- Dezsider
- Dezső
- Diaz
- Diegó
- Dienes
- Dijár
- Didák
- Dilen
- Dilon
- Dimitri
- Dimitrij
- Dioméd
- Dion
- Ditmár
- Doboka
- Dókus
- Dolen
- Doma
- Domán
- Dománd
- Domicián
- Dominik
- Domokos
- Domonkos
- Domos
- Don
- Donald
- Donát
- Donátó
- Donoven
- Dorel
- Dorián
- Dorion
- Dormán
- Dormánd
- Doroteó
- Dotán
- Dov
- Dózsa
- Döme
- Dömjén
- Dömös
- Dömötör
- Dragan
- Dragomír
- Drasek
- Dukász
- Dusán

### Dzs
- Dzsamal
- Dzsárgál
- Dzsasztin
- Dzseferzon
- Dzserald
- Dzsingiz
- Dzsínó
- Dzsúlió

### E, É
- Ében
- Ecse
- Ede
- Edekon
- Éder
- Edgár
- Edizon
- Edmond
- Edmund
- Edömér
- Edrik
- Eduán
- Eduárd
- Eduárdó
- Edvárd
- Edvin
- Efe
- Efraim
- Efrém
- Efron
- Egbert
- Egmont
- Egon
- Egyed
- Éhud
- Ejnár
- Ékám
- Elád
- Eldád
- Eldon
- Elek
- Elemér
- Éli
- Eliáb
- Eliákim
- Eliám
- Elián
- Éliás
- Eliél
- Eliézer
- Elígiusz
- Elihú
- Elion
- Eliot
- Elizeus
- Elládán
- Ellák
- Elmár
- Elmó
- Elon
- Élon
- Előd
- Elton
- Elvir
- Emánuel
- Emeka
- Emett
- Emil
- Emilián
- Emin
- Emir
- Emmett
- Emőd
- Endre
- Éneás
- Engelbert
- Engelhard
- Enki
- Énok
- Énók
- Enrikó
- Enzó
- Erazmus
- Erdő
- Erhard
- Erhárd
- Erik
- Erk
- Erling
- Ernák
- Ernán
- Erneszt
- Ernesztó
- Ernik
- Ernő
- Ernye
- Erósz
- Erős
- Ervin
- Étán
- Ete
- Etele
- Etre
- Eugén
- Euszták
- Eutim
- Évald
- Evariszt
- Everard
- Evron
- Ezékiel
- Ezel
- Ézer
- Ezra
- Ézsaiás

### F
- Fábián
- Fábió
- Fábiusz
- Fabó
- Fabríció
- Fabrícius
- Fabríciusz
- Fadi
- Fajsz
- Farisz
- Fárisz
- Farkas
- Fausztusz
- Fedor
- Felicián
- Félix
- Ferdinánd
- Ferenc
- Fernandó
- Fernándó
- Fidél
- Filemon
- Filep
- Filibert
- Filip
- Filippó
- Filomén
- Fineás
- Flavián
- Flávió
- Fláviusz
- Florentin
- Flórián
- Florin
- Flóris
- Fodor
- Folkus
- Fóris
- Fortunát
- Fortunátó
- Frank
- Franklin
- Frederik
- Frederíkó
- Frej
- Fremont
- Fridolin
- Frigyes
- Frodó
- Fülöp

### G
- Gáber
- Gábor
- Gabos
- Gábos
- Gábri
- Gábriel
- Gábris
- Gál
- Galahad
- Gallusz
- Gálos
- Gandalf
- Gara
- Gáspár
- Gaszton
- Gaura
- Gazsó
- Gécsa
- Gede
- Gedeon
- Gedő
- Gejza
- Gellén
- Gellért
- Geminián
- Gerált
- Geraszim
- Gerd
- Geréb
- Gereben
- Gergely
- Gergő
- Gerhárd
- Gerjén
- Germán
- Gernot
- Gerold
- Gerő
- Gerváz
- Gerzson
- Géza
- Gibárt
- Gida
- Gilbert
- Gilgames
- Girót
- Gisó
- Glenn
- Gobert
- Godó
- Godvin
- Gópál
- Gorán
- Gorda
- Gordon
- Gorgiás
- Gotárd
- Gotfrid
- Gothárd
- Gotlíb
- Góvardhan
- Góvinda
- Göncöl
- Gracián
- Grácián
- Gregor
- Guidó
- Gujdó
- Gusztáv
- Günter

### Gy
- Gyárfás
- Gyécsa
- Gyeke
- Gyenes
- Gyoma
- Györe
- György
- Györk
- Györke
- Győző
- Gyula

### H
- Habakuk
- Habib
- Hadi
- Hadriel
- Hadúr
- Háfiz
- Hájim
- Hakim
- Hamid
- Hamilkár
- Hamza
- Hananjá
- Hannibál
- Hanniél
- Hannó
- Haó
- Harald
- Hardin
- Hari
- Harka
- Harkány
- Harlám
- Harri
- Hárs
- Harsány
- Hartvig
- Harun
- Hasszán
- Havel
- Hebron
- Hejkó
- Hektor
- Heliodor
- Héliosz
- Helmond
- Helmut
- Hendri
- Henri
- Henrik
- Herbert
- Herkules
- Herman
- Hermész
- Hermiás
- Hermiusz
- Herold
- Hetény
- Hiador
- Hideki
- Hilár
- Hiláriusz
- Hilmár
- Hippolit
- Hirotó
- Hódos
- Holden
- Holló
- Honor
- Honorát
- Honorátusz
- Honóriusz
- Hont
- Horác
- Horáció
- Horáciusz
- Horka
- Hóseás
- Hős
- Huba
- Hubert
- Hubertusz
- Hugó
- Humbert
- Hunor
- Hunyad
- Hümér

### I, Í
- Ibrahim
- Ibrány
- Idrisz
- Ignác
- Igor
- Iláj
- Ilán
- Ilárion
- Ildár
- Ildefonz
- Ilián
- Iliász
- Illés
- Ilmár
- Imbert
- Immánuel
- Imre
- Ince
- Indár
- Ingmár
- Ipoly
- Iréneusz
- Irnik
- István
- Isua
- Iszam
- Itiel
- Iván
- Ivár
- Ivó
- Ivor
- Ixion
- Izaiás
- Izidor
- Izmael
- Izor
- Izrael
- Izsák
- Izsó

### J
- Jábin
- Jácint
- Jáfet
- Jagelló
- Jáir
- Jakab
- Jákim
- Jákó
- Jákob
- Jakus
- Jámán
- Jámin
- Janek
- Jankó
- Janó
- János
- Január
- Jánusz
- Járed
- Járfás
- Jászon
- Jávor
- Jázon
- Jefte
- Jelek
- Jeles
- Jenő
- Jeremi
- Jeremiás
- Jermák
- Jernő
- Jeromos
- Jetró
- Joáb
- Joachim
- Joáhim
- Joakim
- Joákim
- Jób
- Joel
- Jóel
- Johanán
- Jónás
- Jonatán
- Jórám
- Jordán
- Jóska
- Jozafát
- József
- Józsiás
- Józsua
- Józsué
- Jován
- Júda
- Jukundusz
- Julián
- Juliánusz
- Júliusz
- Junior
- Jusztin
- Jusztinusz
- Jusztusz
- Juszuf
- Jutas
- Jutocsa
- Juvenál

### K
- Kaba
- Kabos
- Kada
- Kadicsa
- Kadir
- Kadisa
- Kadocsa
- Kadosa
- Káin
- Kajetán
- Kájusz
- Kál
- Káldor
- Káleb
- Kaled
- Kalin
- Kálmán
- Kálvinó
- Kamil
- Kamill
- Kamilló
- Kán
- Kandid
- Kanut
- Kapisztrán
- Kaplon
- Kaplony
- Kapolcs
- Kara
- Karacs
- Karácson
- Karád
- Karcsa
- Kardos
- Karim
- Karion
- Kármán
- Károly
- Karsa
- Kartal
- Kászon
- Kasszián
- Kasztor
- Katapán
- Kazimír
- Kázmér
- Keán
- Keled
- Kelemen
- Kelemér
- Kelen
- Kelén
- Kelvin
- Kemal
- Kemál
- Kemecse
- Kemenes
- Kénán
- Kende
- Kenese
- Kenéz
- Kerecse
- Kerecsen
- Kerény
- Keresztély
- Keresztes
- Kerim
- Kerubin
- Késav
- Keszi
- Kesző
- Ketel
- Keve
- Kevend
- Kevin
- Kian
- Kián
- Kien
- Kieran
- Kilán
- Kilény
- Kilián
- Kilit
- Kinizs
- Kirill
- Kiron
- Kirpál
- Kirtan
- Kitán
- Klaudió
- Klaudiusz
- Klausz
- Kleofás
- Kleon
- Klétus
- Klinton
- Kocsárd
- Kofi
- Kolen
- Kolin
- Kolja
- Kolos
- Kolozs
- Kolta
- Kolton
- Kolumbán
- Kolumbusz
- Kond
- Konor
- Konrád
- Konstantin
- Kont
- Koppány
- Korbin
- Korbinián
- Koridon
- Koriolán
- Kornél
- Kornéliusz
- Koron
- Korvin
- Kos
- Kósa
- Kovrat
- Kozma
- Kötöny
- Kövecs
- Kratosz
- Kresimir
- Krisna
- Kristóf
- Krisztián
- Krisztofer
- Krizantusz
- Krizosztom
- Krizsán
- Kund
- Kunó
- Kurd
- Kurszán
- Kurt
- Kusán
- Kusid
- Kustyán
- Kücsid
- Kürt
- Kventin

### L
- Laborc
- Lackó
- Lád
- Ladomér
- Lajos
- Lamar
- Lambert
- Lámek
- Lándor
- Lantos
- Largó
- Larion
- László
- Latif
- Laurent
- Lázár
- Lázó
- Leander
- Leandró
- Leándrosz
- Legolász
- Lehel
- Lél
- Lemmi
- Lénárd
- Lénárt
- Lennon
- Lennox
- Lenox
- Leó
- Leon
- Leonárd
- Leonárdó
- Leonel
- Leonid
- Leonidász
- Leontin
- Leopold
- Lestár
- Levéd
- Levedi
- Levent
- Levente
- Lévi
- Levin
- Lex
- Liam
- Liberátusz
- Libériusz
- Libor
- Liboriusz
- Libóriusz
- Liem
- Linasz
- Lionel
- Lior
- Lipót
- Lívió
- Liviusz
- Líviusz
- Lizander
- Lóci
- Loik
- Loránd
- Lóránd
- Loránt
- Lóránt
- Lorenzó
- Lotár
- Lőrinc
- Lucián
- Lúciusz
- Ludvig
- Lukács
- Lukréciusz
- Lüszien

### M
- Madocsa
- Máel
- Maglód
- Magnus
- Magnusz
- Magor
- Mahmud
- Majlát
- Majs
- Majsa
- Makabeus
- Makár
- Malakiás
- Malik
- Manaén
- Manassé
- Mandel
- Manfréd
- Manó
- Mánóah
- Manóhar
- Manszvét
- Manuel
- Mánuel
- Manzur
- Marcel
- Marcell
- Marcián
- Március
- Marcselló
- Marián
- Marinusz
- Márió
- Máriusz
- Márk
- Markel
- Markó
- Márkó
- Márkus
- Márkusz
- Marlon
- Marót
- Marsal
- Martin
- Marton
- Márton
- Martos
- Marvin
- Matán
- Mátán
- Máté
- Mateó
- Mateusz
- Matin
- Mattenai
- Matteó
- Mátyás
- Mátyus
- Mauríció
- Mauró
- Max
- Maxim
- Maximilián
- Maximilien
- Maximusz
- Mazen
- Medárd
- Medox
- Megyer
- Mehdi
- Melchior
- Melhior
- Meliton
- Melkisédek
- Memnon
- Ménás
- Mende
- Mendel
- Menelik
- Ménrót
- Menyhért
- Merdan
- Merlin
- Merse
- Méru
- Meszut
- Metin
- Metód
- Mevrik
- Mihály
- Mihir
- Mika
- Mikáél
- Mikán
- Mike
- Mikeás
- Mikes
- Mikió
- Miklós
- Mikó
- Miksa
- Milad
- Milád
- Milán
- Milász
- Milen
- Milián
- Milkó
- Miló
- Milorád
- Milos
- Milován
- Miltiádész
- Milton
- Mirán
- Mirkó
- Miró
- Miron
- Miroszláv
- Misa
- Misel
- Miska
- Miske
- Misó
- Mitkó
- Mizse
- Modesztusz
- Mohamed
- Móka
- Monor
- Monti
- Mór
- Mordeháj
- Morgan
- Móric
- Mortimer
- Mózes
- Mózsi
- Mukunda
- Músza
- Musztafa
- Muzafer

### N
- Nabil
- Nader
- Nadim
- Náel
- Naftali
- Nága
- Náhum
- Naim
- Nalu
- Nandó
- Nándor
- Napóleon
- Nárájan
- Narcisszusz
- Narek
- Naren
- Náron
- Naróttama
- Narutó
- Naszim
- Naszír
- Nasszer
- Nátán
- Nátánael
- Nataniel
- Nátániel
- Nauel
- Navid
- Názár
- Nazim
- Nazir
- Nelzon
- Nemere
- Némó
- Nenád
- Neó
- Nepomuk
- Nergál
- Néró
- Nesztor
- Nétus
- Nétusz
- Nevin
- Nien
- Nikander
- Nikétás
- Nikodem
- Nikodémus
- Nikodémusz
- Nikolasz
- Nikolász
- Nikosz
- Nil
- Nilsz
- Nimái
- Nimer
- Nimród
- Nitái
- Noam
- Nodin
- Noé
- Noel
- Nolan
- Nolen
- Nónusz
- Norbert
- Norik
- Norisz
- Norm
- Norman
- Norton
- Norvard
- Nureddin
- Nurszultán

### Ny
- Nyék
- Nyikoláj

### O, Ó
- Obed
- Oberon
- Odiló
- Odin
- Odisszeusz
- Odó
- Ódor
- Oguz
- Oktár
- Oktáv
- Oktávián
- Olaf
- Olavi
- Oldamur
- Oleg
- Olen
- Olivér
- Omár
- Ompoly
- Omri
- Ond
- Onur
- Orbán
- Orbó
- Orda
- Óren
- Oresztész
- Orfeusz
- Orion
- Orlandó
- Ormos
- Oros
- Oszama
- Oszkár
- Oszlár
- Osszián
- Oszvald
- Otelló
- Otisz
- Otmár
- Otniel
- Ottó
- Ottokár
- Oven
- Ovídiusz
- Ozán
- Ozirisz
- Ozmin
- Ozor
- Ozul
- Ozsvát

### Ö, Ő
- Ödön
- Ömer
- Örkény
- Örkönd
- Örs
- Őze
- Özséb

### P
- Pál
- Palkó
- Palmer
- Pálos
- Pamfil
- Pantaleon
- Páris
- Parker
- Paszkál
- Patony
- Patrícius
- Patrik
- Pázmán
- Pázmány
- Pelágiusz
- Pelbárt
- Pellegrin
- Peng
- Pentele
- Penton
- Peregrin
- Periklész
- Perjámos
- Péter
- Pető
- Petres
- Petrik
- Petróniusz
- Petur
- Petúr
- Piládész
- Pió
- Pipó
- Piramusz
- Piusz
- Placid
- Platón
- Polidor
- Polikárp
- Pongor
- Pongrác
- Porfir
- Pósa
- Prahlád
- Preszton
- Prímusz
- Principiusz

### R
- Rabán
- Radamesz
- Radiszló
- Radó
- Radomér
- Rados
- Radoszláv
- Radován
- Radvány
- Raed
- Rafael
- Ráfis
- Ragnar
- Rahim
- Rahmel
- Raid
- Rajan
- Rájen
- Rajka
- Rajmond
- Rajmund
- Rajnald
- Rajnáld
- Ralf
- Rami
- Ramiel
- Ramirez
- Ramiró
- Ramiz
- Ramón
- Ramszesz
- Ramzan
- Ramzi
- Randolf
- Rápolt
- Rasid
- Rasszel
- Rátold
- Raúf
- Raul
- Raúl
- Raziel
- Razmus
- Rázsony
- Redmond
- Reginald
- Regő
- Regös
- Regős
- Reinhard
- Remig
- Rémus
- Rémusz
- Renátó
- Renátusz
- René
- Réva
- Rézmán
- Rezső
- Richárd
- Rihárd
- Rikárdó
- Rikó
- Rinaldó
- Róbert
- Robertó
- Robin
- Robinzon
- Rodel
- Roderik
- Rodion
- Rodrigó
- Rodzser
- Roj
- Rokkó
- Rókus
- Roland
- Rolf
- Rollan
- Román
- Románó
- Romárió
- Romed
- Rómeó
- Romuald
- Romulusz
- Romvald
- Ron
- Ronald
- Ronaldó
- Ronel
- Ronen
- Roni
- Ronin
- Rork
- Roszánó
- Rua
- Ruben
- Rúben
- Rudolf
- Rúfusz
- Ruga
- Rupert
- Rurik
- Rusdi
- Ruszlán
- Rusztem
- Ruven

### S
- Sahin
- Saif
- Salamon
- Sámson
- Samu
- Sámuel
- Sándor
- Sankar
- Sarel
- Sas
- Saul
- Sebes
- Sebestyén
- Sebő
- Sebők
- Sejbán
- Sém
- Semjén
- Sét
- Simeon
- Simó
- Simon
- Sion
- Sjám
- Slomó
- Sobor
- Solt
- Solymár
- Sólyom
- Som
- Soma
- Spartakusz
- Srídhara
- Stefán
- Surány
- Surd
- Suriel
- Sükösd

### Sz
- Szabin
- Szabolcs
- Szafin
- Szahel
- Szaid
- Szaján
- Szalárd
- Szaléz
- Szalók
- Szalvátor
- Szalviusz
- Szamir
- Szandró
- Szaniszló
- Szantiágó
- Szantínó
- Szatmár
- Szavér
- Szebáld
- Szebasztián
- Szeben
- Szecső
- Szedrik
- Szelemér
- Szelestény
- Szelim
- Szemere
- Szemír
- Szendrő
- Szente
- Szepes
- Szeráf
- Szerafin
- Szerénd
- Szerénusz
- Szergej
- Szergiusz
- Szermond
- Szervác
- Szevér
- Szeveréd
- Szeverián
- Szeverin
- Szidor
- Szigfrid
- Szigurd
- Szilamér
- Szilárd
- Szilas
- Szilász
- Szilvánusz
- Szilver
- Szilvér
- Szilveszter
- Szilvió
- Szilviusz
- Szindbád
- Szinisa
- Szíriusz
- Szixtusz
- Szkott
- Szofron
- Szókratész
- Szólát
- Szolón
- Szórád
- Szoren
- Szorin
- Szotirisz
- Szovárd
- Szovát
- Szörénd
- Szörény
- Szpartakusz
- Sztefán
- Sztoján
- Szulejmán
- Szven
- Szvjatoszláv

### T
- Tacitusz
- Taddeus
- Tádé
- Tadeusz
- Takin
- Taksony
- Talabér
- Talabor
- Talamér
- Táltos
- Tamás
- Tamerlán
- Tankréd
- Tar
- Taráz
- Tarcal
- Tarcsa
- Tardos
- Tarek
- Tarján
- Tárkány
- Tarsa
- Tarzíciusz
- Tas
- Tasnád
- Tasziló
- Tatamér
- Tege
- Tegze
- Temes
- Tenger
- Teó
- Teobald
- Teodor
- Teodorik
- Teofil
- Terenc
- Terestyén
- Tétény
- Tézeusz
- Tiágó
- Tibád
- Tibériusz
- Tibold
- Tibor
- Tiborc
- Ticián
- Tihamér
- Tim
- Timó
- Timon
- Timor
- Timót
- Timóteus
- Timóteusz
- Timoti
- Timur
- Timuzsin
- Tirzusz
- Titán
- Titusz
- Tivadar
- Tivald
- Tiván
- Tobán
- Tóbiás
- Tódor
- Toma
- Tomaj
- Tomor
- Tonuzóba
- Torda
- Tordas
- Tormás
- Torna
- Torontál
- Torszten
- Töhötöm
- Tömör
- Törtel
- Trajánusz
- Trevisz
- Trevor
- Trisztán
- Triton
- Tuan
- Tullió
- Turul
- Tuzon
- Tuzson

### U, Ú
- Ubul
- Údó
- Ugocsa
- Ugod
- Ugor
- Ugron
- Ulászló
- Uldin
- Ulisszesz
- Ulpián
- Ulrik
- Umbertó
- Upor
- Urbán
- Uri
- Uriás
- Uriel
- Uros
- Uzon
- Uzor

### Ü, Ű
- Üllő

### V
- Vadim
- Vadony
- Vajda
- Vajk
- Vajta
- Valdemár
- Valdó
- Valentin
- Valentínó
- Valér
- Valérió
- Valid
- Valter
- Valton
- Várkony
- Varsány
- Vászoly
- Vata
- Vazul
- Vázsony
- Vedát
- Vejke
- Velek
- Vencel
- Vendel
- Vérbulcsú
- Vern
- Verner
- Vernon
- Versény
- Vértes
- Vetúriusz
- Vezekény
- Viátor
- Vicián
- Vid
- Víd
- Vida
- Vidár
- Vidor
- Vidos
- Viggó
- Vikram
- Viktor
- Viktorin
- Vilibald
- Ville
- Vilmos
- Vince
- Vincent
- Viníciusz
- Virgil
- Virgíniusz
- Vitálij
- Vitális
- Vitályos
- Vitány
- Vitéz
- Vító
- Vitold
- Vitus
- Vladek
- Vladimír
- Vojta
- Volfram
- Voren
- Votan
- Vulkán

### X
- Xavér
- Xerxész

### Z
- Zádor
- Zafer
- Zafír
- Zágon
- Zahid
- Zaid
- Zain
- Zajta
- Zajzon
- Zakari
- Zakariás
- Zakeus
- Zala
- Zalán
- Zaman
- Zámor
- Zarán
- Zaránd
- Záred
- Záven
- Zdenkó
- Zebadiás
- Zebulon
- Zeke
- Zeki
- Zekő
- Zelmos
- Zéman
- Zénó
- Zenobiusz
- Zenon
- Zente
- Zerénd
- Zerind
- Zéta
- Zetán
- Zetár
- Zete
- Zétény
- Zeusz
- Zev
- Ziad
- Zílió
- Zimány
- Zlatan
- Zlátán
- Zlatkó
- Zoárd
- Zobor
- Zohár
- Zolta
- Zoltán
- Zólyom
- Zombor
- Zongor
- Zorán
- Zorba
- Zotmund
- Zovárd
- Zovát
- Zuárd
- Zuboly
- Zurab
- Zuriel

### Zs
- Zsadán
- Zsadány
- Zserald
- Zsigmond
- Zsolt
- Zsombor
- Zsongor
- Zsubor
- Zsülien